# Enyves aggófű
Az enyves aggófű (Senecio viscosus) a fészkesvirágzatúak (Asterales) rendjébe és az őszirózsafélék (Asteraceae) családjába tartozó faj.

## Előfordulása
Az enyves aggófű eredeti előfordulási területe Európa, kivéve Írországot, Dániát, Norvégiát, Finnországot és Oroszország európai részét. Őshonos állományai találhatók Grönlandon, Izlandon, Törökország ázsiai részén és a Kaukázusban is. Az enyves aggófüvet betelepítették az Amerikai Egyesült Államok néhány északi államába és Alaszkába, valamint Kanada egész déli és keleti területeire.

## Képek

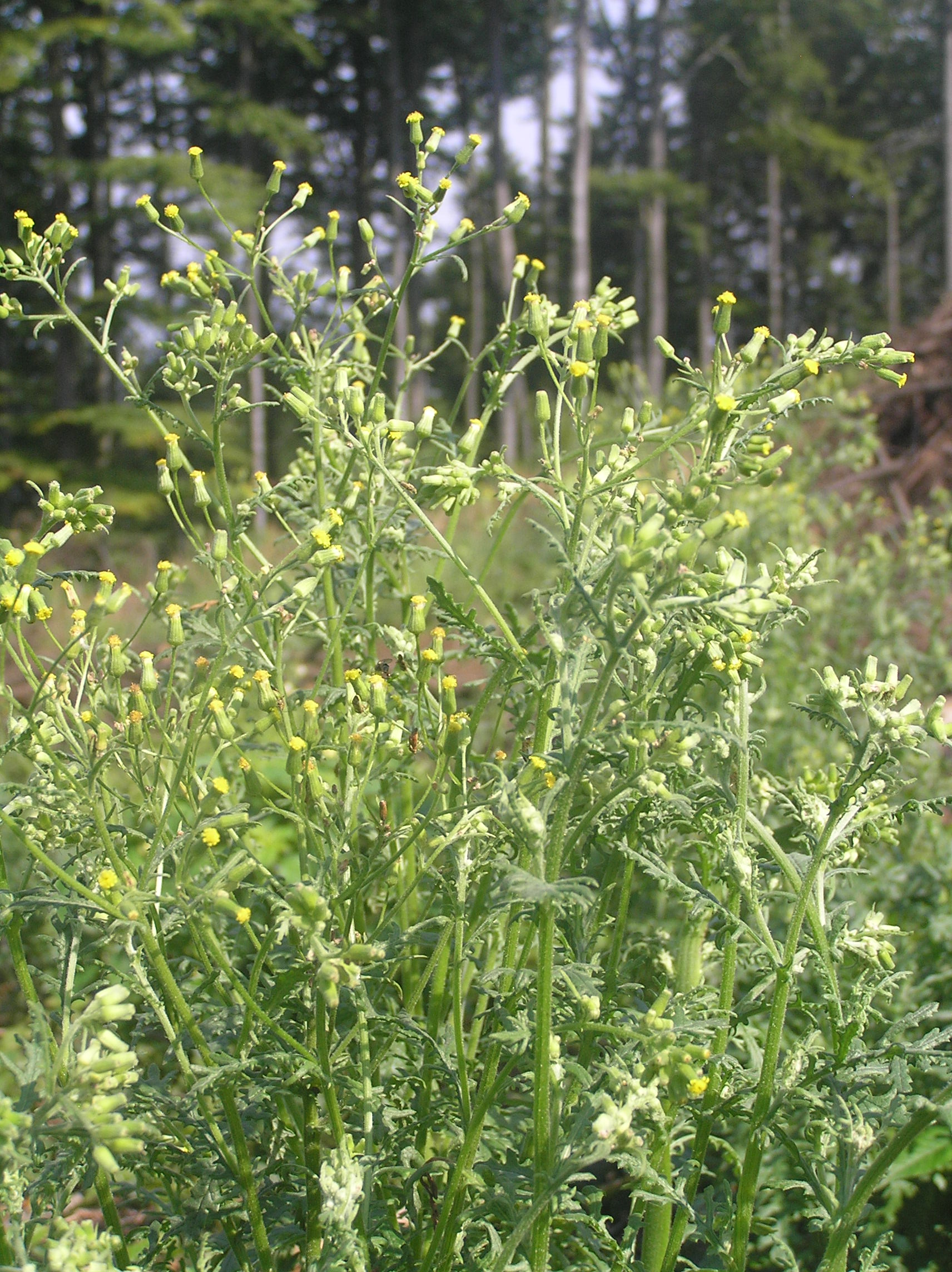
A növény
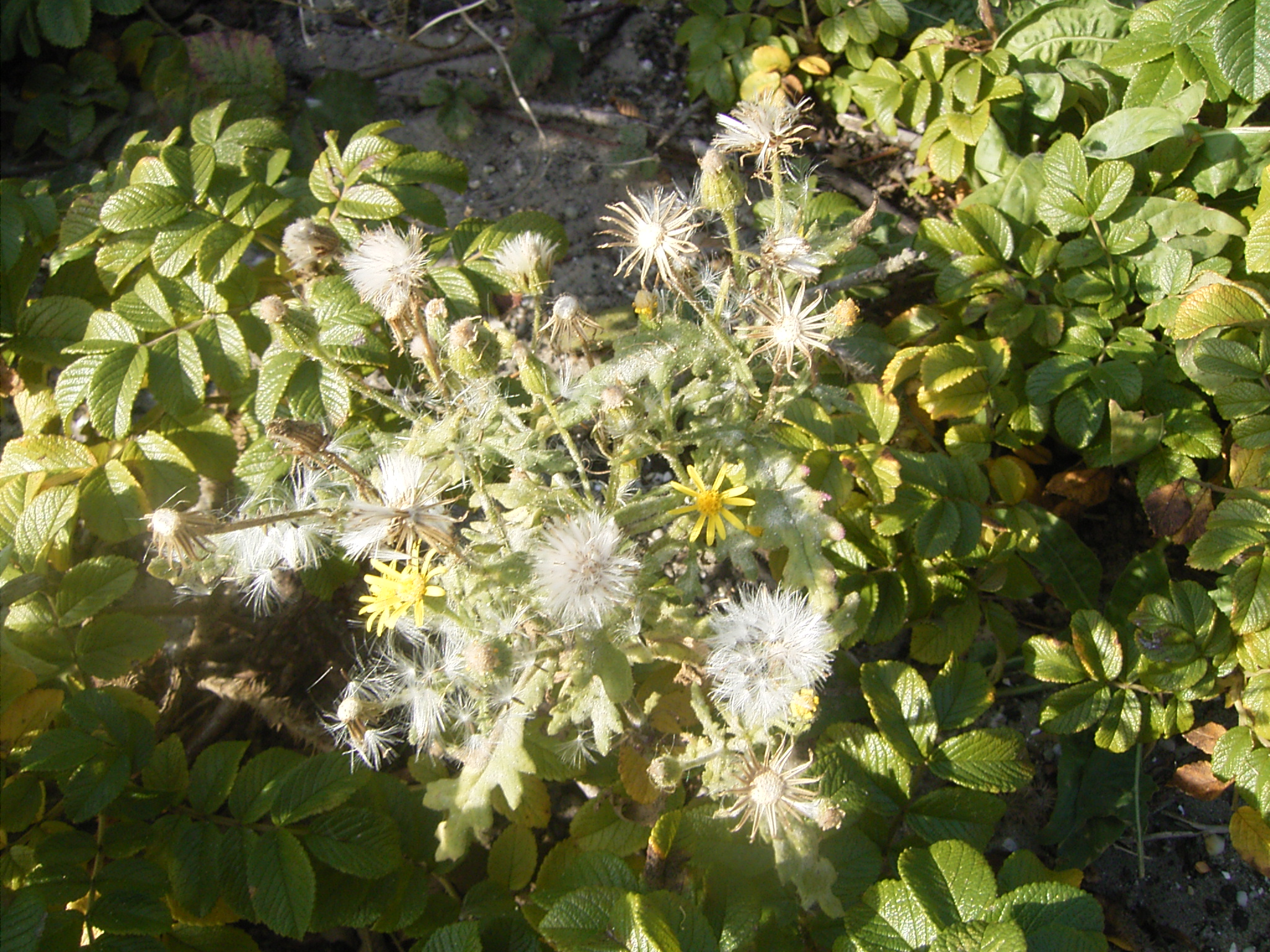
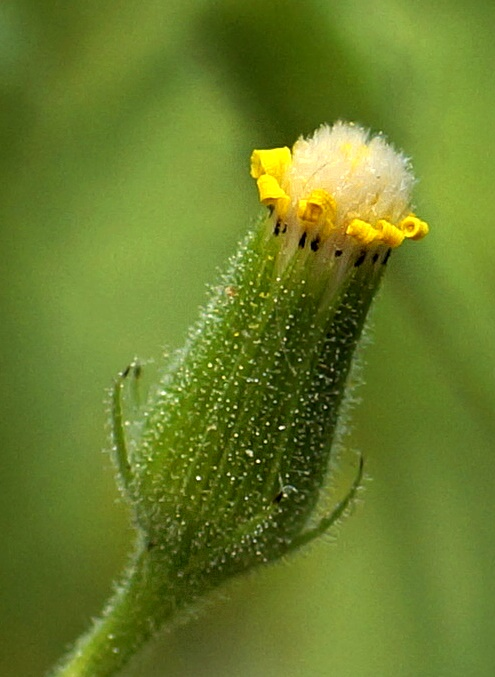
bimbója,
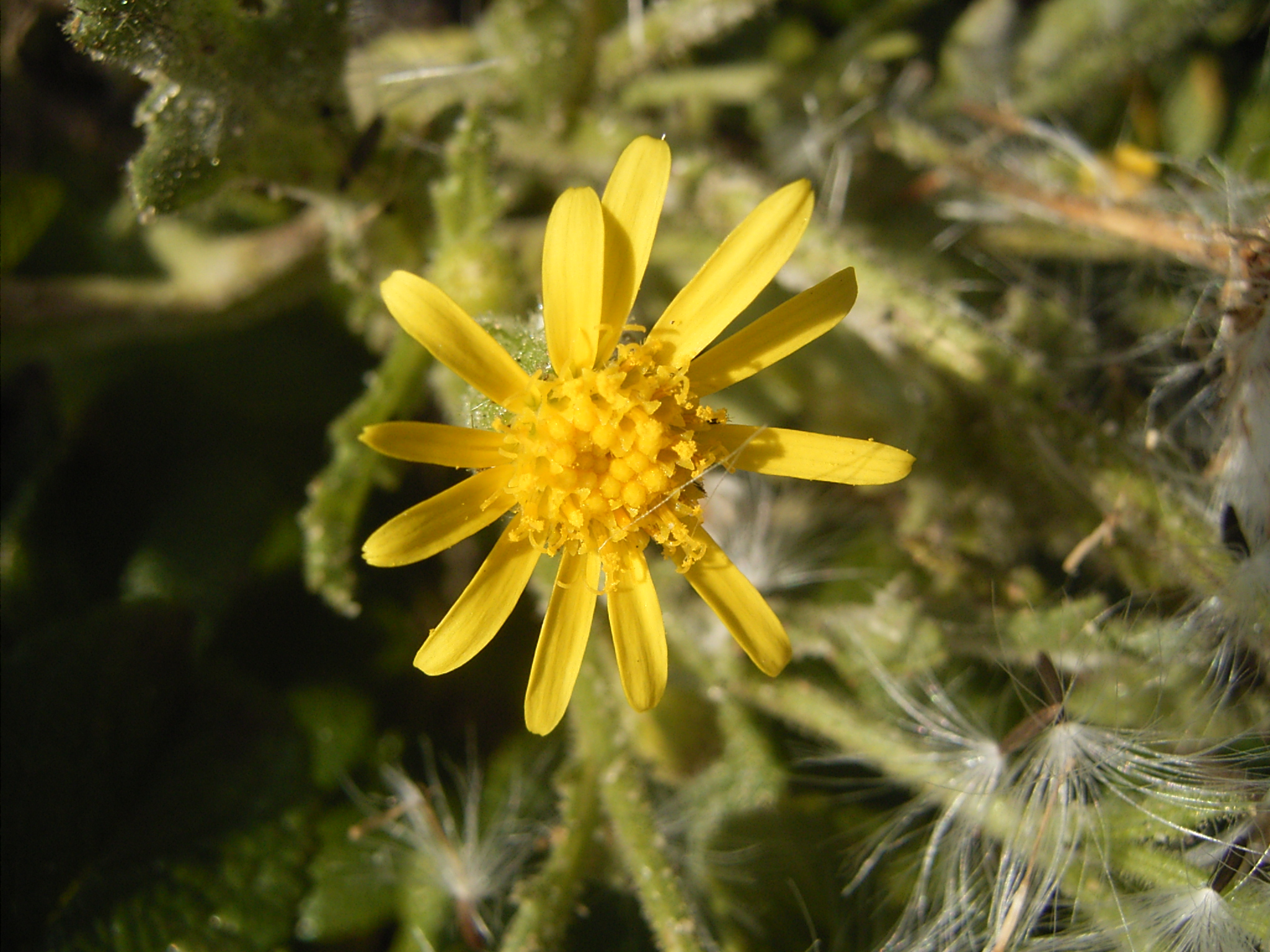
virága,
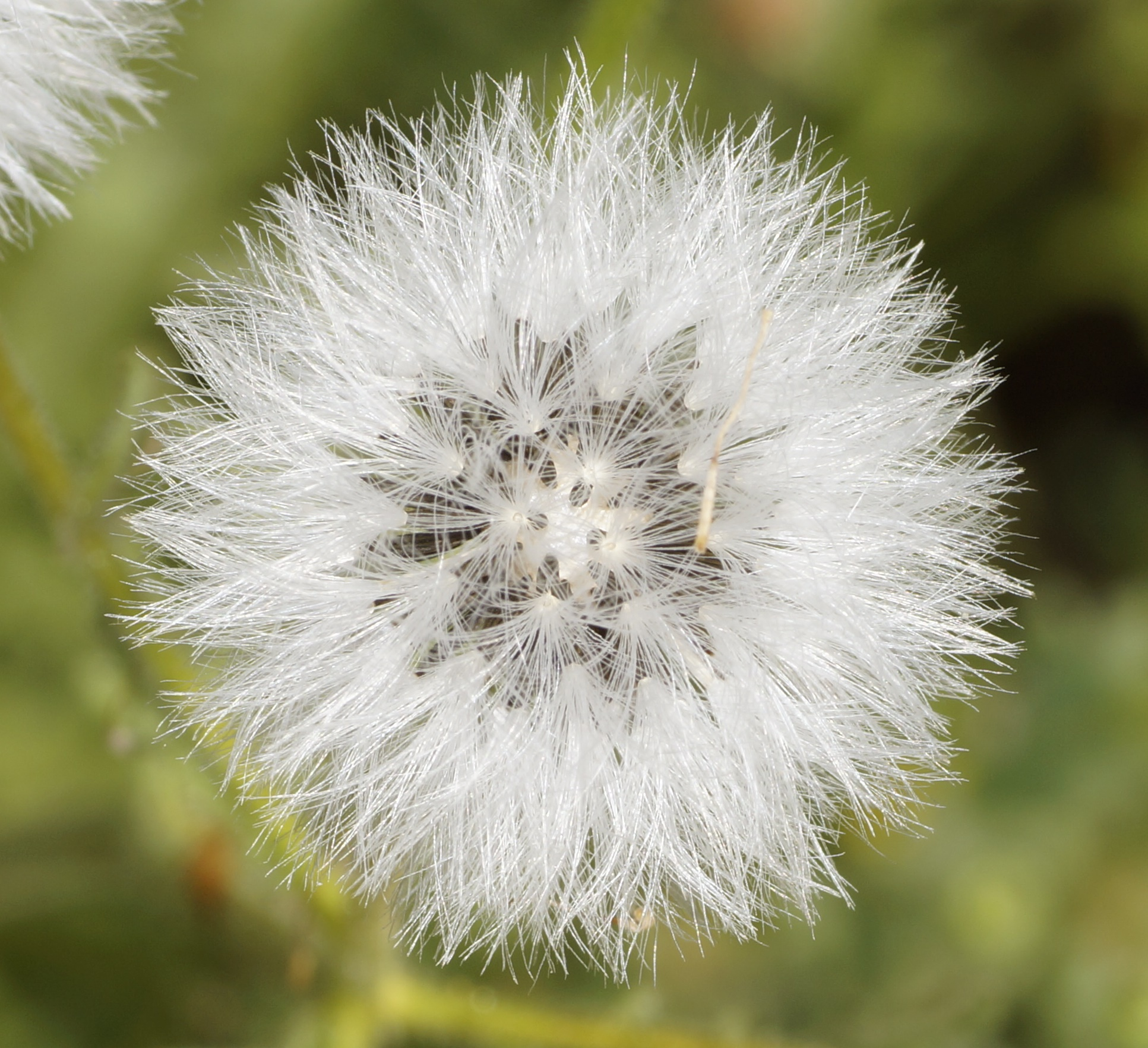
termése,
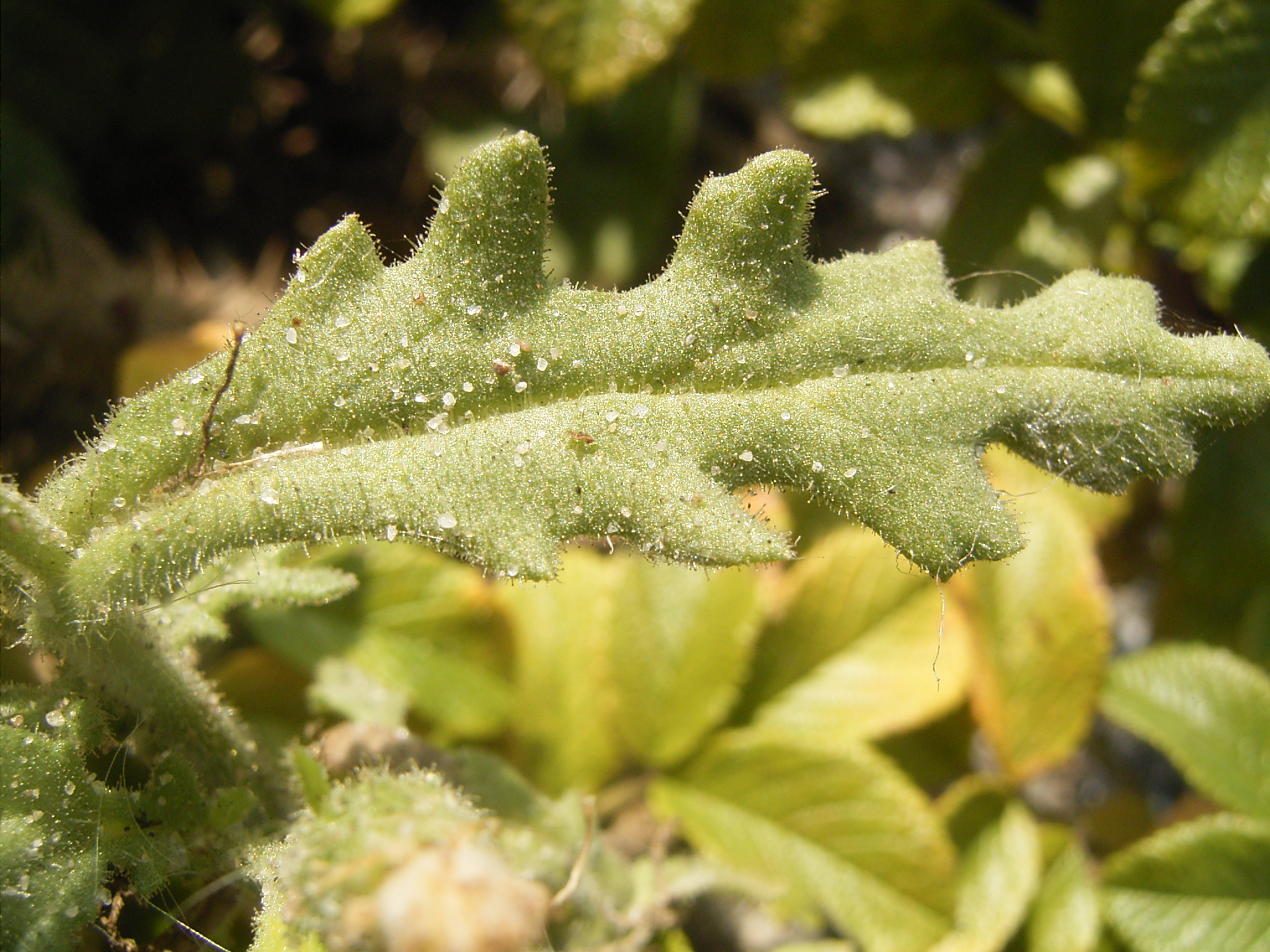
és levele
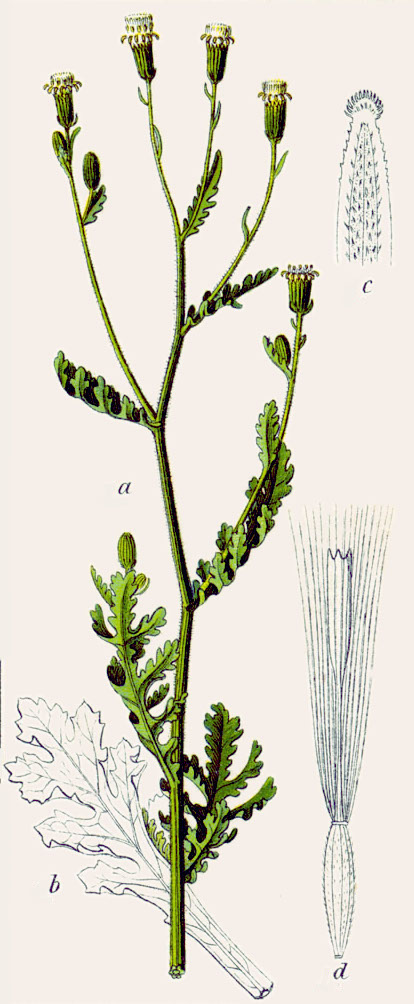
Rajz a növényről